# 数学パズル
数学パズル（すうがくパズル）は算数や数学的な発想や応用によるパズルの総称で、レクリエーショナルマセマティクス（en:Recreational mathematics）の1分野である。中学校くらいまでに習う数学で解く事が可能なものから、一方では高度な数学や近年開拓された分野、あるいはコンピュータの利用が前提、といったような問題もある。さらには掛谷問題のように単純な着想から思わぬほどの数学的発展を見せた例、ソファ問題のように最終的な決着が2019年現在では得られていない未解決問題もある。数学より広い範囲をイメージした用語で「数理パズル」といった語もある。
数学のすべての範囲がパズルの元になりうるが、整数や幾何を元にしたものが多い、しかしそれ以外の範囲からのパズルも少なくはない。
主な数学パズルの作者としては、サム・ロイドとヘンリー・アーネスト・デュードニーの名前が挙げられる。共に19世紀末から20世紀はじめにかけて新聞や雑誌などの連載を通じて多くのパズルを発表した。20世紀後半には、マーティン・ガードナーは自身が多くのパズルを考案した他、世界的に探索・コレクションし、雑誌への発表など精力的に愛好家の間の交流をはかり、彼にちなんだGathering 4 Gardner（en:Gathering 4 Gardnerを参照）という交流組織がある。
数学パズルの問題は短いストーリーを伴って出題されることが多い。これには、数学的な部分を表に出さないようにしつつ解答者に問題を理解させる効果もある（また、正解に誘導するヒントであったり、逆に正答が難しくなるようなミスリードであったり、『料金紛失』（この名称は、ウィキペディア日本語版の記事名として偶然選ばれているというだけで、一般的なものではない）のようにストーリー自体がパズルそのものであることもある）。

## 幾何

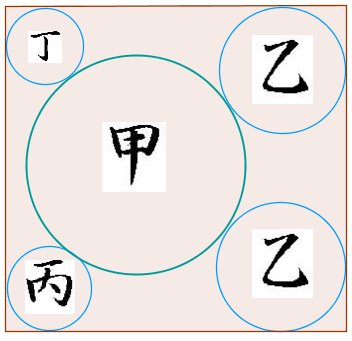
算額

幾何の問題の中には、補助線の引き方などに発想を求められることがある。そのためか数学パズルの中でも、幾何を元にしたものは多い。
代表的なパズルとしては形を変形する裁ち合わせなどがある。
江戸時代の和算の問題で、特に算額に描かれたようなものは、パズルとしてみなされることがある。
「小谷の蟻の問題」のように、思考や解答の過程は幾何的な操作になるが、主題としては「図形の表面を移動していって、最も遠い点」というような古典的な幾何学ではあまり扱われないものが対象の図形的数学パズルもある。

## 数の計算
数の計算を元にしたパズルも多く、たいていは自然数の四則演算がベースであるが、その検討には数論や最適化問題などが応用できる、といったようなものも少なくない。さらには実数や複素数、あるいは有理数体といったように代数や解析に広がるものもある。
このカテゴリでは、計算の練習問題がそのままパズルになったようなものとも言える虫食い算が代表であろうか。著名なパズルとしては他に、魔方陣・小町算・覆面算・4つの4などがある。ここで挙げたものでは、最後を除けば基本的に用いる演算は四則演算のみである（ただし前述のように、問題の検討などについては数学の範囲は広い）。
最古の数学パズルともいわれるリンド数学パピルスの問題も計算問題である。ディオファントスの問題やアルキメデスの牛の問題など紀元前から多くの問題が作られている。ディオファントス方程式を用いた問題としては「サルとココナッツ」もよく知られている。他によくあらわれる数としては、フィボナッチ数・三角数・平方数などがある。「どんなディオファントス方程式についても可能な整数範囲での一般解法」は存在しないため、ディオファントス方程式に帰着するような数学パズルは未解決問題かもしれないし、効率的な解法が存在しない問題かもしれないし、解法が存在するか否かもわからないかもしれない、という場合もあるというのは数学パズルの複雑さの一面でもある。
近年の問題では「和と積」や「3人の子供の年齢のパズル」のように、次で述べるような論理的な扱いと組み合わされたものもある。
数ではなく、「数字」のパズルもある。数字の字形を変形させて……といったような手続きはもはや「数学パズル」とは言えないと言えなくもないが、広義の「計算」の一種ではあり、そういったパズルでも数理的に扱うことが可能な場合もある。

## 論理
いくつかの命題が与えられ、各命題を矛盾無く真か偽に振り分ける唯一のパターンを見つける、といったようなスタイルのロジックパズルという分野がある。学術的には制約充足問題などとして扱うことができるようなものである。
代表的な問題として、「天使と悪魔（嘘つきと正直者）」「帽子の問題」「天秤の問題」などが知られている。

## セル・オートマトン
セル・オートマトンの問題にもパズル的なものがある。例えば「一斉射撃問題」など。